# إسماعيل ميرتشانت
إسماعيل ميرتشانت (بالإنجليزية: Ismail Merchant)‏ (و. 1936 – 2005 م) هو منتج أفلام، ومخرج أفلام من الهند، والراج البريطاني، ولد في مومباي، بدأ مشواره المهني سنة 1960، توفي في لندن، عن عمر يناهز 69 عاماً، بسبب قرحة جلدية.

## التعليم
تعلم في جامعة نيويورك، وكلية القديس خافيير في مومباي ‏، وكلية ستيرن للأعمال بجامعة نيويورك.

## جوائز وترشيحات
حصل على جوائز منها:
جوائز
- جائزة البافتا لأفضل فيلم، عن عمل: غرفة مع منظر (1986)
- جائزة البافتا لأفضل فيلم، عن عمل: غرفة مع منظر (1992)
- جائزة البافتا لأفضل فيلم، عن عمل: نهاية هاورد (1986)
- جائزة البافتا لأفضل فيلم، عن عمل: نهاية هاورد (1992)
- جوائز الأكاديمية الدولية للفيلم الهندي (2001)
- بادما بوشان [الإنجليزية]‏ (2002)

ترشيحات
- جائزة الأوسكار لأفضل فيلم حي قصير (1960)
- جائزة الأوسكار لأفضل فيلم، عن عمل: بقايا اليوم (1986)
- جائزة الأوسكار لأفضل فيلم، عن عمل: بقايا اليوم (1992)
- جائزة الأوسكار لأفضل فيلم، عن عمل: بقايا اليوم (1993)
- جائزة الأوسكار لأفضل فيلم، عن عمل: غرفة مع منظر (1986)
- جائزة الأوسكار لأفضل فيلم، عن عمل: غرفة مع منظر (1992)
- جائزة الأوسكار لأفضل فيلم، عن عمل: غرفة مع منظر (1993)
- جائزة الأوسكار لأفضل فيلم، عن عمل: نهاية هاورد (1986)
- جائزة الأوسكار لأفضل فيلم، عن عمل: نهاية هاورد (1992)
- جائزة الأوسكار لأفضل فيلم، عن عمل: نهاية هاورد (1993)
- جائزة البافتا لأفضل فيلم (1983)
- جائزة البافتا لأفضل فيلم (1993)
- جائزة البافتا لأفضل فيلم، عن عمل: بقايا اليوم (1983)
- جائزة البافتا لأفضل فيلم، عن عمل: بقايا اليوم (1993)
- جائزة غولدن غلوب لأفضل فيلم - دراما، عن عمل: غرفة مع منظر (1986)

ترشح لـ:
- جائزة الأوسكار لأفضل فيلم، عن عمل: غرفة مع منظر
- جائزة الأوسكار لأفضل فيلم، عن عمل: بقايا اليوم
- جائزة الأوسكار لأفضل فيلم، عن عمل: نهاية هاورد
- جائزة الأوسكار لأفضل فيلم حي قصير، عن عمل: The Creation of Woman  [لغات أخرى]‏.

## وصلات خارجية
- إسماعيل ميرتشانت على موقع IMDb (الإنجليزية)
- إسماعيل ميرتشانت على موقع الموسوعة البريطانية (الإنجليزية)
- إسماعيل ميرتشانت على موقع مونزينجر (الألمانية)
- إسماعيل ميرتشانت على موقع ألو سيني (الفرنسية)
- إسماعيل ميرتشانت على موقع أول موفي (الإنجليزية)
- إسماعيل ميرتشانت على موقع قاعدة بيانات الأفلام السويدية (السويدية)
- إسماعيل ميرتشانت على موقع إن إن دي بي (الإنجليزية)
- إسماعيل ميرتشانت على موقع قاعدة بيانات الفيلم (الإنجليزية)
- إسماعيل ميرتشانت على موقع كينوبويسك (الروسية)